# مؤسسه پلی‌تکنیک ووستر
موسسه پلی‌تکنیک ووستر یک دانشگاه مهندسی در شهر ووستر ایالت ماساچوست واقع در آمریکا است.

## نگارخانه

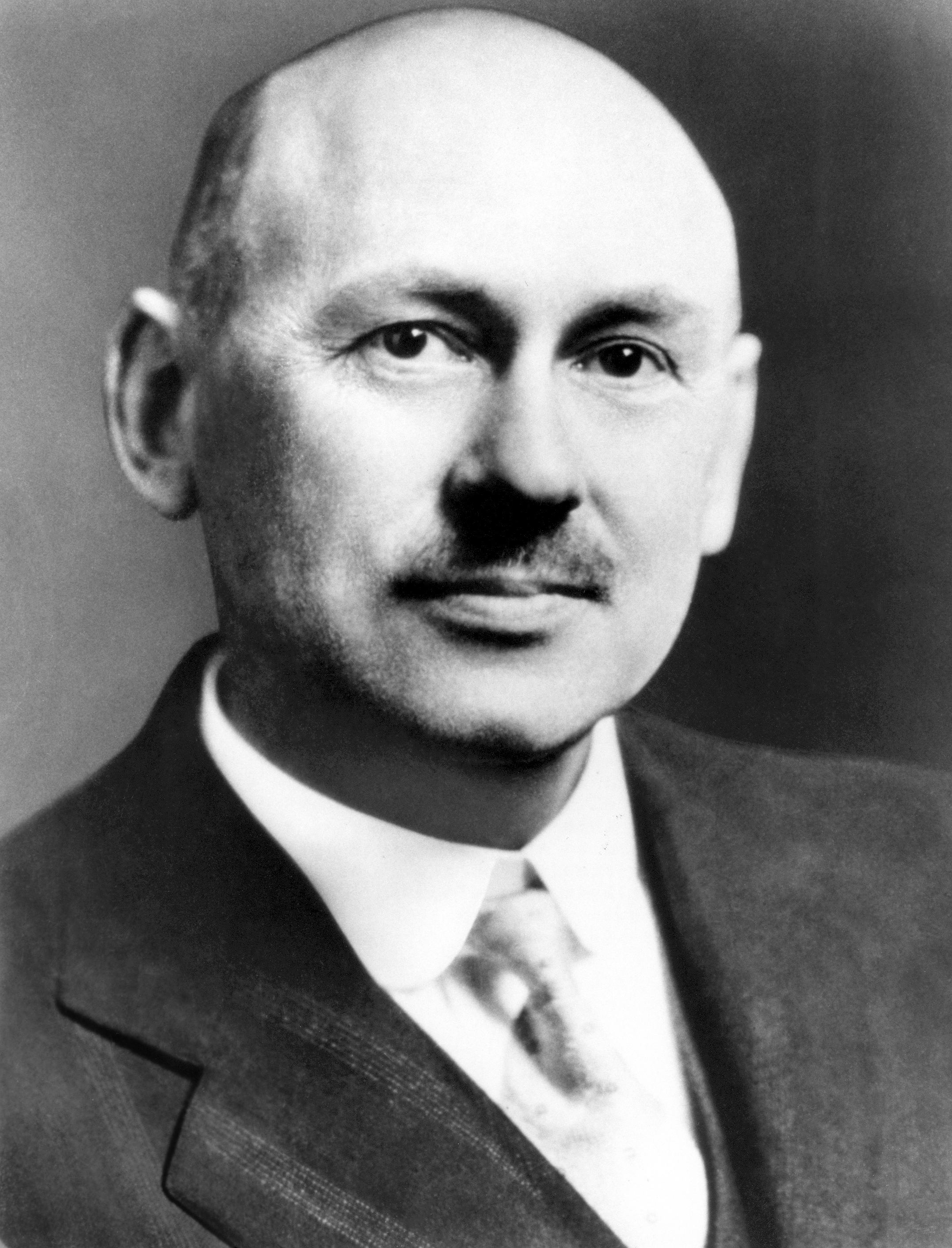
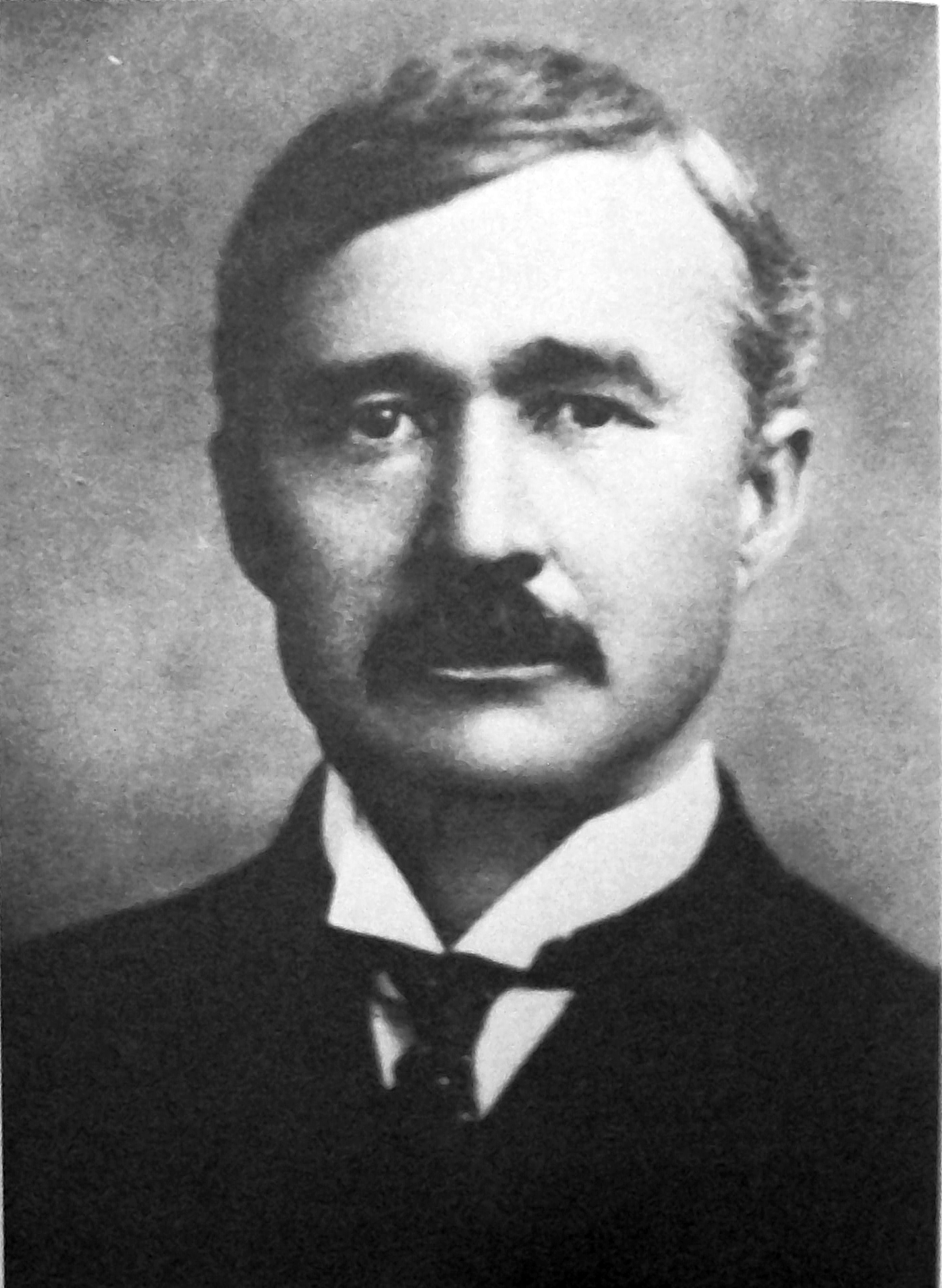
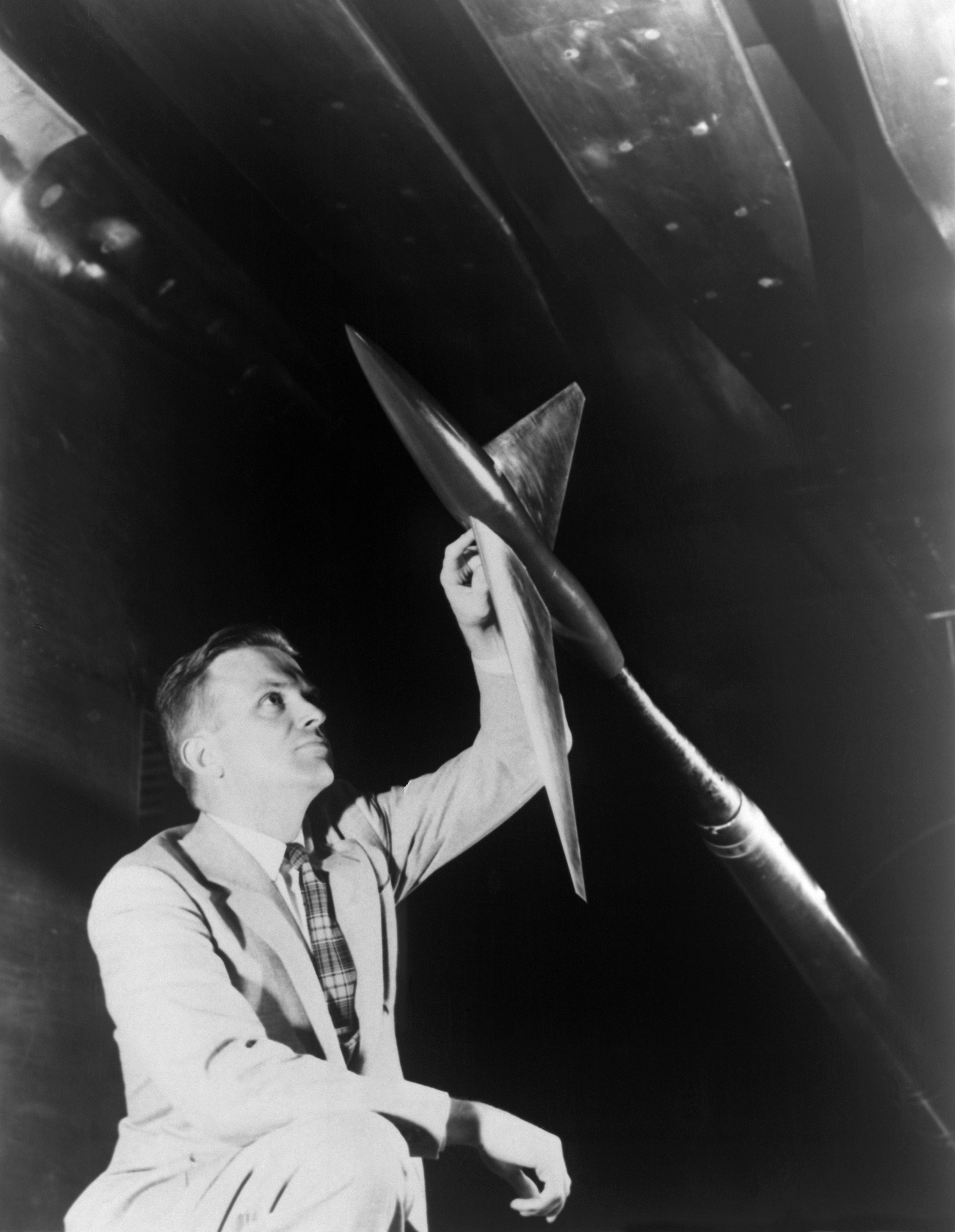
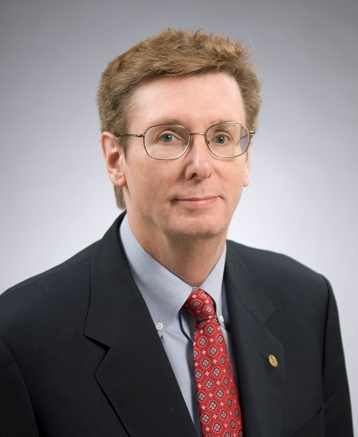